# Zbigniew Witkowski (aktor)
Zbigniew Jerzy Witkowski (ur. 25 lipca 1934 w Warszawie-Falenicy, zm. 2 maja 2022 w Szczecinie) – polski aktor teatralny, telewizyjny, radiowy i filmowy.

## Życiorys
Zbigniew Witkowski urodził się w rodzinie Henryka i Wandy z domu Meyer. Do szkoły uczęszczał w Brodnicy nad Drwęcą, gdzie zdał maturę. Przygodę z teatrem rozpoczął w Domu Kultury w Brodnicy, występując w wystawianych tam spektaklach. Od 1955 należał do zespołu Teatrów Ziemi Pomorskiej w Bydgoszczy-Toruniu. Zadebiutował rolą Bojka w sztuce Za tych, co na morzu Borysa Ławreniewa. Po maturze zdał egzamin wstępny do Państwowej Wyższej Szkoły Teatralnej w Warszawie. Studiował na Wydziale Estradowym w roku akademickim 1956/57 pod opieką Jana Świderskiego, jego profesorami byli m.in. Hanka Bielicka, Ludwik Sempoliński, Aleksander Bardini, Kazimierz Rudzki, jednak po roku Wydział rozwiązano. Zbigniew ponownie zdał egzamin wstępny i został przyjęty na Wydział Aktorski Państwowej Wyższej Szkoły Teatralnej i Filmowej im. Leona Schillera w Łodzi, gdzie po 4 latach studiów w 1961 otrzymał dyplom aktora dramatu. Podczas studiów występował w Teatrze Powszechnym w Łodzi, m.in. w sztukach Sen nocy letniej Williama Shakespeare’a, Karykatury Jana Augusta Kisielewskiego.
28 sierpnia 1965 w Koszalinie poślubił żonę Barbarę z d. Stanowską. Obchodził kolejne jubileusze pracy aktorskiej, podczas których otrzymywał liczne listy gratulacyjne. Od 27 grudnia 1983 był członkiem rzeczywistym ZASP (sekcja Dramatu). Na emeryturę przeszedł w 2007.
Zbigniew Witkowski został pochowany 6 maja 2022 w Ogrodzie Pamięci na Cmentarzu Centralnym w Szczecinie. Pozostawił żonę Barbarę.

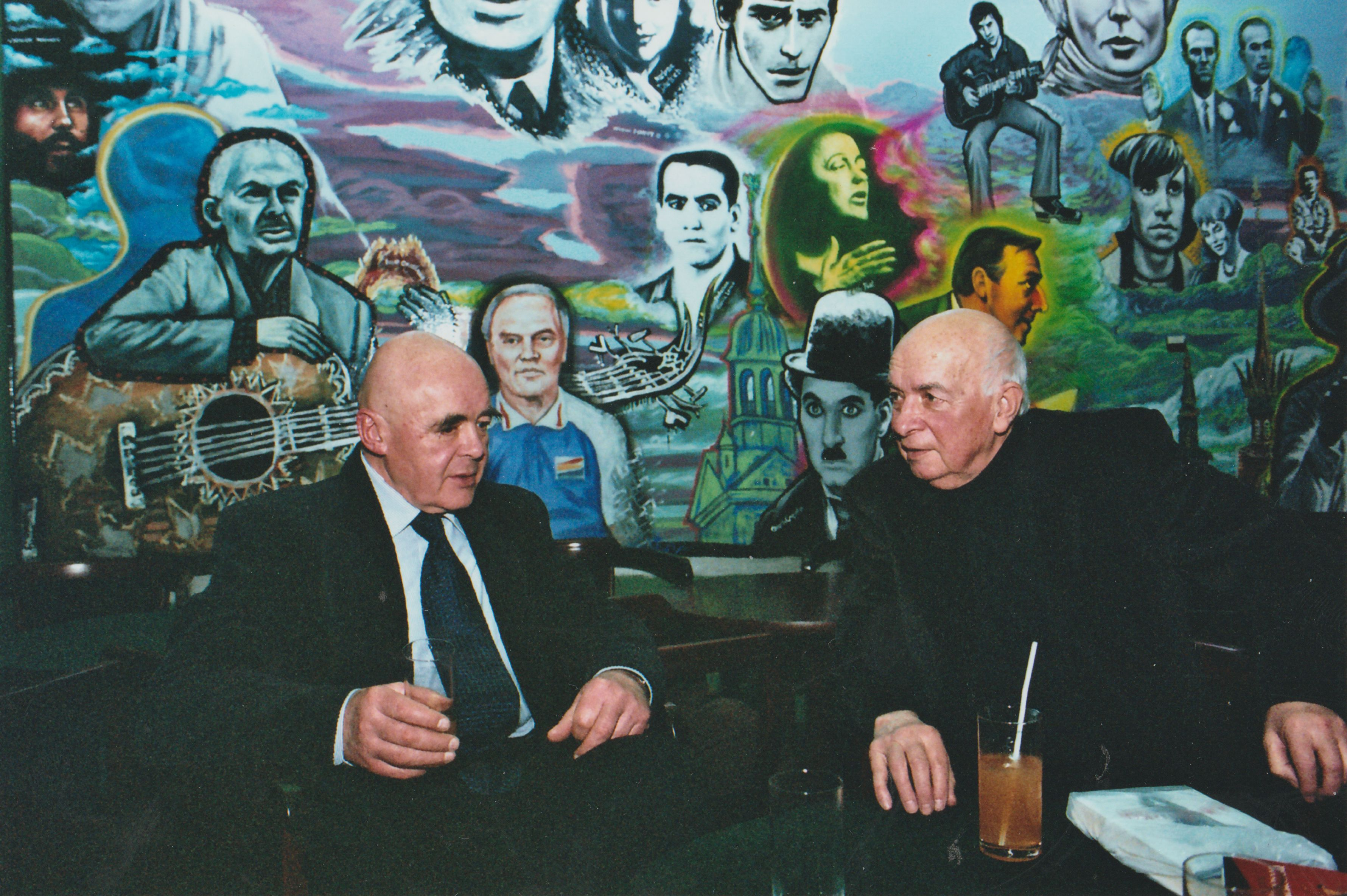
Stanisław Tym i Zbigniew Witkowski, Szczecin (2006)

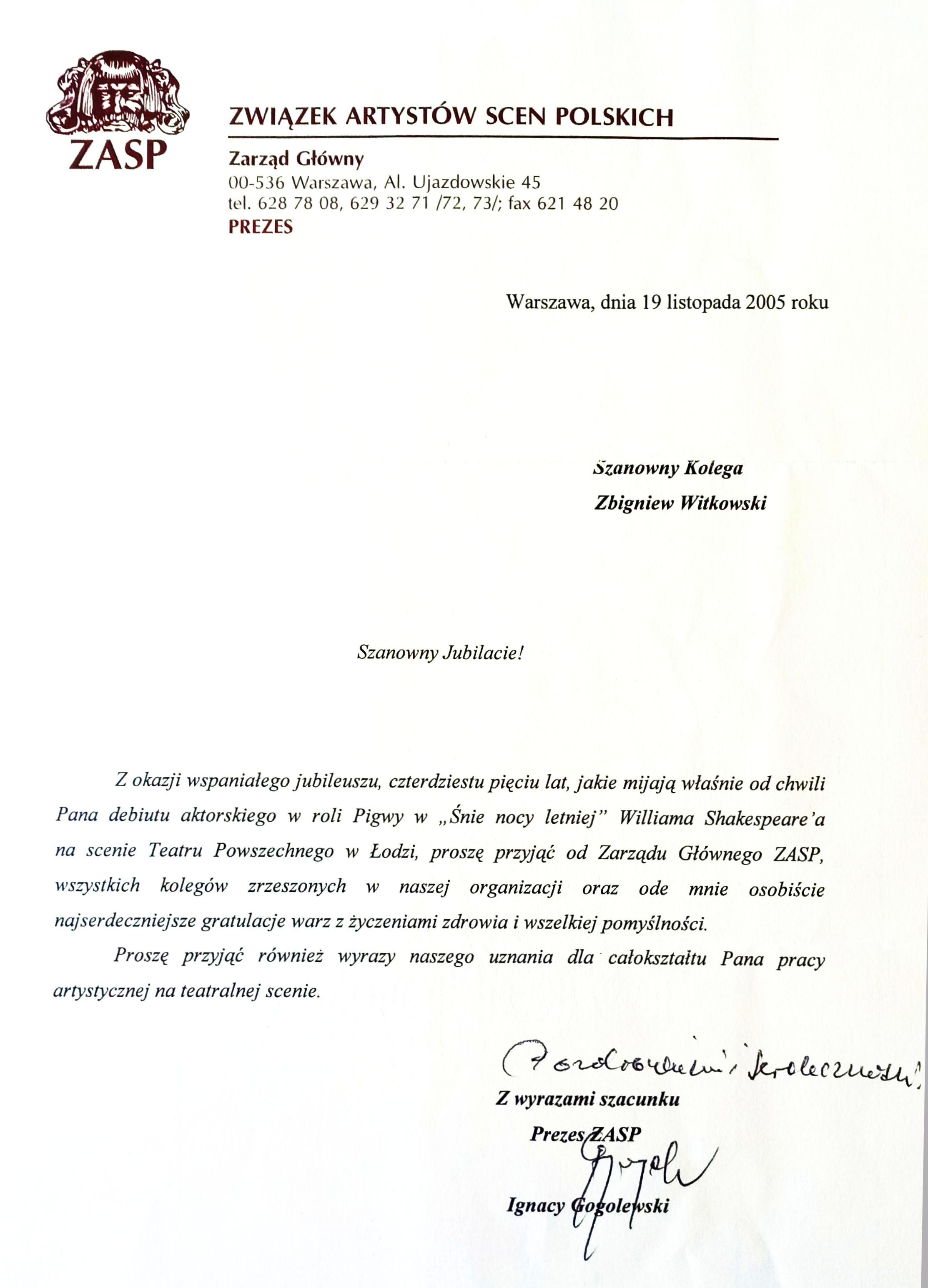
List gratulacyjny z okazji jubileuszu od ZASP (2005)

## Praca zawodowa
Zbigniew Witkowski grał w różnorodnych i licznych sztukach teatralnych o charakterze dramatycznym i komediowym, a także w spektaklach kabaretowych. Po studiach w 1961 został zatrudniony w Bałtyckim Teatrze Dramatycznym w Koszalinie. Debiutował tam rolą Filipa w Dożywociu Aleksandra Fredry w reżyserii Ewy Kołogórskiej. Grał role m.in. Adasia w Szatanie z siódmej klasy Kornela Makuszyńskiego, Poety w sztuce W małym dworku Stanisława Ignacego Witkiewicza, Torupa w Lecie Tadeusza Rittnera, Klaudia w komedii Wiele hałasu o nic Williama Shakespeare’a, Męża w Ich czworo Gabrieli Zapolskiej, Bukowicza w Grzechu Stefana Żeromskiego i Karola Grobera w Skandalu w Hellbergu Jerzego Broszkiewicza.
Od 1965 związany ze Szczecinem, gdzie pracował jako aktor w Państwowych Teatrach Dramatycznych. Na szczecińskiej scenie zadebiutował rolą Przełożonego w Głodzie i pragnieniu Eugèna Ionesco. Później, od 1976 aż do przejścia na emeryturę w 2007, grał w Teatrze Współczesnym, współpracując również z innymi scenami Szczecina. Wśród zagranych przez siebie ról najbardziej cenił Arlekina w Grze miłości i przypadku, Bernarda w Perle, Rudego w Skoku Jerzego Wójcika, Gustawa w Miłości i próżności, Męża w Śnie, Hincza w Opętanych, Generała w Policjantach i Jojo w Chłopcach.
W 2003 wystąpił gościnnie w szczecińskim Teatrze Polskim, grając w adaptacji Chłopców Stanisława Grochowiaka. Współpracował także ze szczecińskim Teatrem „13 Muz”, Teatrem „Krypta” i kabaretem „Piwnica przy Krypcie” jako autor tekstów i ich wykonawca.
Podczas swojej kariery aktor brał także udział w przedstawieniach realizowanych na potrzeby Teatru Telewizji: Ukryty sojusznik Josepha Conrada Korzeniowskiego (1967), Ryszard III Williama Shakespeare’a (1968).
Aktor wystąpił w epizodycznych rolach w filmach: Awantura o Basię (1959), Krzyżacy (1960), Szatan z siódmej klasy (1960) i Tamań (1969). Grywał także w teatrze radiowym, m.in. w sztukach Anna wychodzi w morze Jadwigi Naczyńskiej (1962), Tajemnica czterech notarialnych akt Jerzego Sawiuka (1973), Na krawędzi białej ciszy Zbigniewa Kosiorowskiego (1981).
Zbigniew Witkowski wystąpił łącznie w około 200 sztukach teatralnych, telewizyjnych i radiowych.
Aktor zbierał anegdoty teatralne, które regularnie publikował na łamach „Głosu Szczecińskiego”.

## Odznaczenia i nagrody
- Zasłużony Działacz Kultury (1979)[17]
- Złoty Krzyż Zasługi (2005)[18][19]
- Brązowy Medal „Zasłużony Kulturze Gloria Artis” (2008)[10]
- Odznaka Honorowa Gryfa Zachodniopomorskiego (2016)[20]
- II Nagroda za rolę w monodramie Edward i Bóg w Teatrze 13 Muz w Szczecinie na VII Ogólnopolskim Przeglądzie Teatrów Małych Form w Szczecinie[6][15]